# Daniel Heuer Fernandes
Daniel Heuer Fernandes (Bochum, 13 november 1992) is een Portugees-Duits betaald voetballer die speelt als doelman. In juli 2019 verruilde hij Darmstadt 98 voor Hamburger SV.

## Clubcarrière
Heuer Fernandes speelde tijdens zijn jeugdopleidingvoor de teams van VfL Bochum, voor hij in 2010 de overstap maakte naar Borussia Dortmund. De nationale topclub verliet hij al snel weer, toen hij na één jaar alweer terugkeerde naar Bochum om daar bij het belofteteam te gaan spelen. De Portugese doelman kwam uiteindelijk nog twee seizoenen uit voor dit team, toen zijn contract afliep. Nadat hij geen club meer had, verkaste hij naar VfL Osnabrück, waar hij direct een basisplaats kreeg. Deze basisplaats behield hij voor twee seizoenen, waarna hij verkaste naar SC Paderborn. Na een jaar verkaste hij transfervrij naar Darmstadt 98, waarmee hij in de Bundesliga ging spelen. Na één seizoen, waarin hij zevenmaal onder de lat stond, degradeerde Heuer Fernandes met Darmstadt. Hierop werd wel zijn contract verlengd met twee seizoenen, tot medio 2020. In de zomer van 2019 verkaste Heuer Fernandes voor ruim een miljoen euro naar Hamburger SV, waar hij zijn handtekening zette onder een verbintenis voor de duur van drie seizoenen. In januari 2022 werd zijn contract opengebroken en met twee seizoenen verlengd. In december 2023 kwamen er nog twee seizoenen extra bij zijn contract.

## Clubstatistieken
| Seizoen | Club          | Competitie        | Competitie | Competitie | Beker | Beker | Internationaal | Internationaal | Totaal | Totaal |
| Seizoen | Club          | Competitie        | Wed.       | Dlp.       | Wed.  | Dlp.  | Wed.           | Dlp.           | Wed.   | Dlp.   |
| ------- | ------------- | ----------------- | ---------- | ---------- | ----- | ----- | -------------- | -------------- | ------ | ------ |
| 2011/12 | VfL Bochum II | Regionalliga West | 14         | 0          | —     | —     | —              | —              | 14     | 0      |
| 2012/13 | VfL Bochum II | Regionalliga West | 34         | 0          | —     | —     | —              | —              | 34     | 0      |
| 2013/14 | VfL Osnabrück | 3. Liga           | 34         | 0          | 2     | 0     | —              | —              | 36     | 0      |
| 2014/15 | VfL Osnabrück | 3. Liga           | 26         | 0          | 0     | 0     | —              | —              | 26     | 0      |
| 2015/16 | SC Paderborn  | 2. Bundesliga     | 13         | 0          | 0     | 0     | —              | —              | 13     | 0      |
| 2016/17 | Darmstadt 98  | Bundesliga        | 7          | 0          | 0     | 0     | —              | —              | 7      | 0      |
| 2017/18 | Darmstadt 98  | 2. Bundesliga     | 28         | 0          | 1     | 0     | —              | —              | 29     | 0      |
| 2018/19 | Darmstadt 98  | 2. Bundesliga     | 34         | 0          | 2     | 0     | —              | —              | 36     | 0      |
| 2019/20 | Hamburger SV  | 2. Bundesliga     | 28         | 0          | 2     | 0     | —              | —              | 30     | 0      |
| 2020/21 | Hamburger SV  | 2. Bundesliga     | 2          | 0          | 1     | 0     | —              | —              | 3      | 0      |
| 2021/22 | Hamburger SV  | 2. Bundesliga     | 27         | 0          | 7     | 0     | —              | —              | 34     | 0      |
| 2022/23 | Hamburger SV  | 2. Bundesliga     | 33         | 0          | 2     | 0     | —              | —              | 35     | 0      |
| 2023/24 | Hamburger SV  | 2. Bundesliga     | 20         | 0          | 0     | 0     | —              | —              | 20     | 0      |
| 2024/25 | Hamburger SV  | 2. Bundesliga     | 27         | 0          | 1     | 0     | —              | —              | 28     | 0      |
| Totaal  | Totaal        | Totaal            | 327        | 0          | 18    | 0     | 0              | 0              | 345    | 0      |

Bijgewerkt op 22 april 2025.

## Trivia
Heuer Fernandes werd geboren als zoon van een Portugese moeder en een Duitse vader.